# Ispoinen
Ispoinen est un quartier du district d'Uittamo-Skanssi à Turku en Finlande,.

## Description
Ispoinen est une zone résidentielle peu peuplée.
Ispoinen est situé entre Uittamo, Ilpoinen et Katariina.

## Galerie

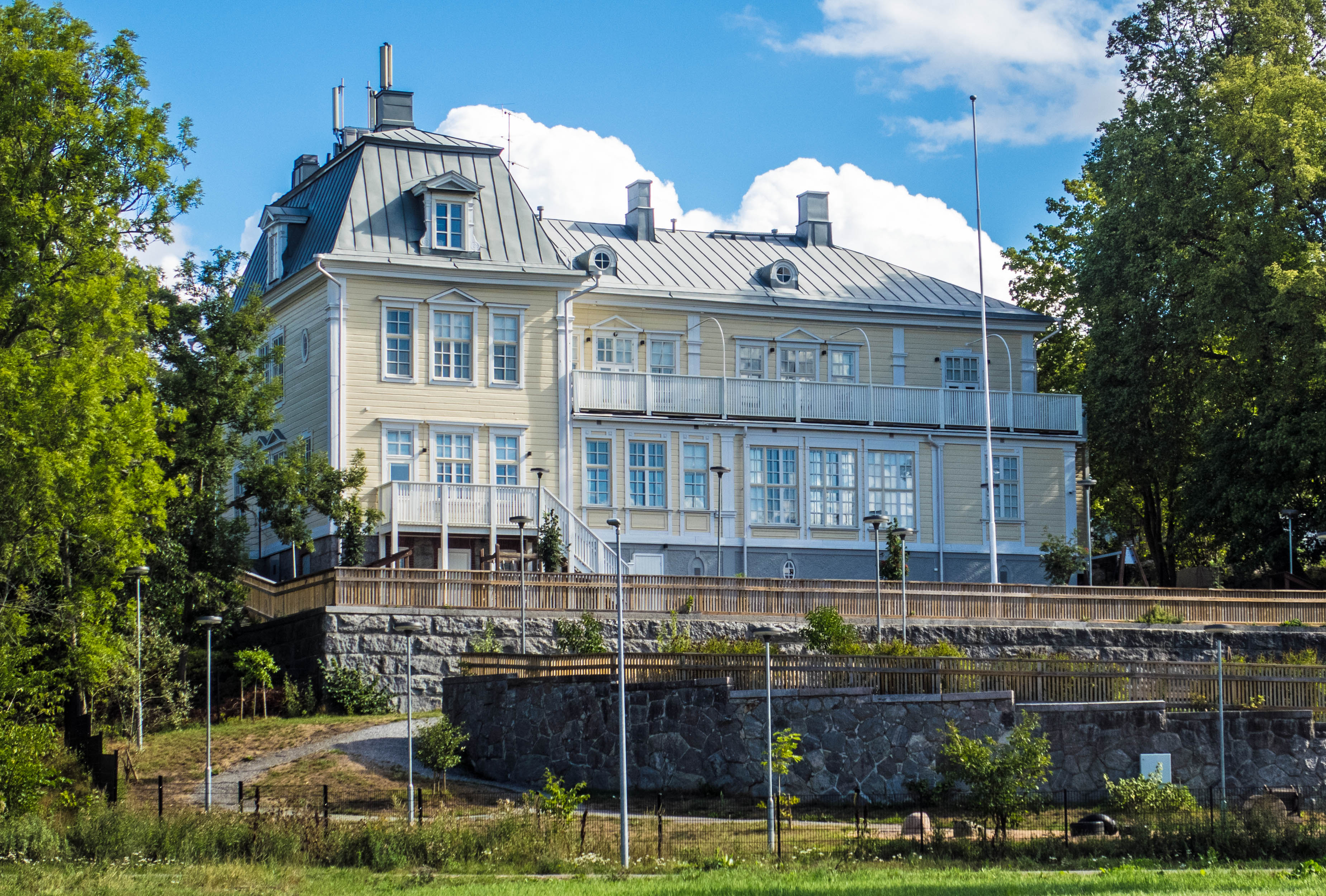
Manoir d'Ispoinen.
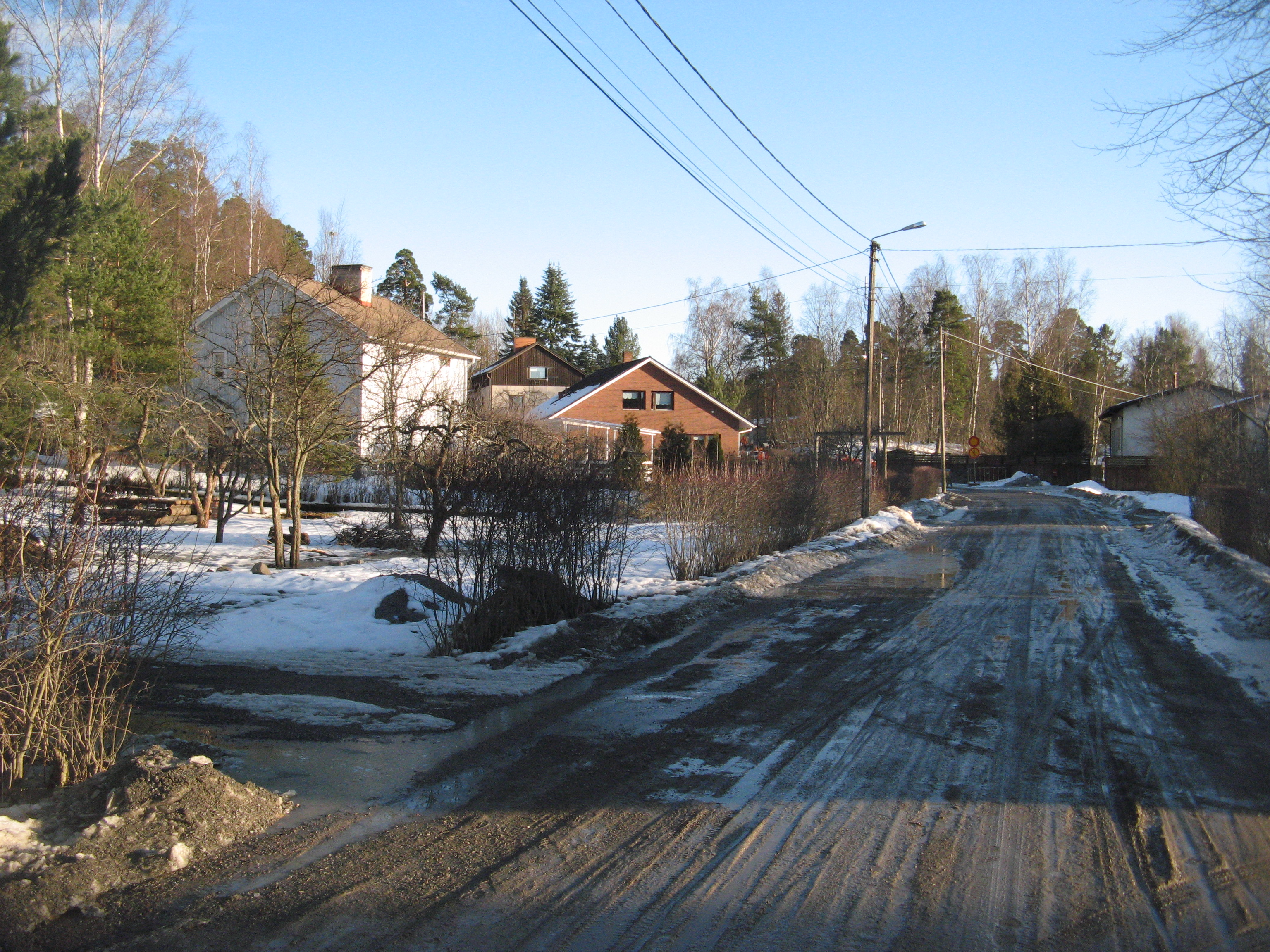
Linnunpääntie.
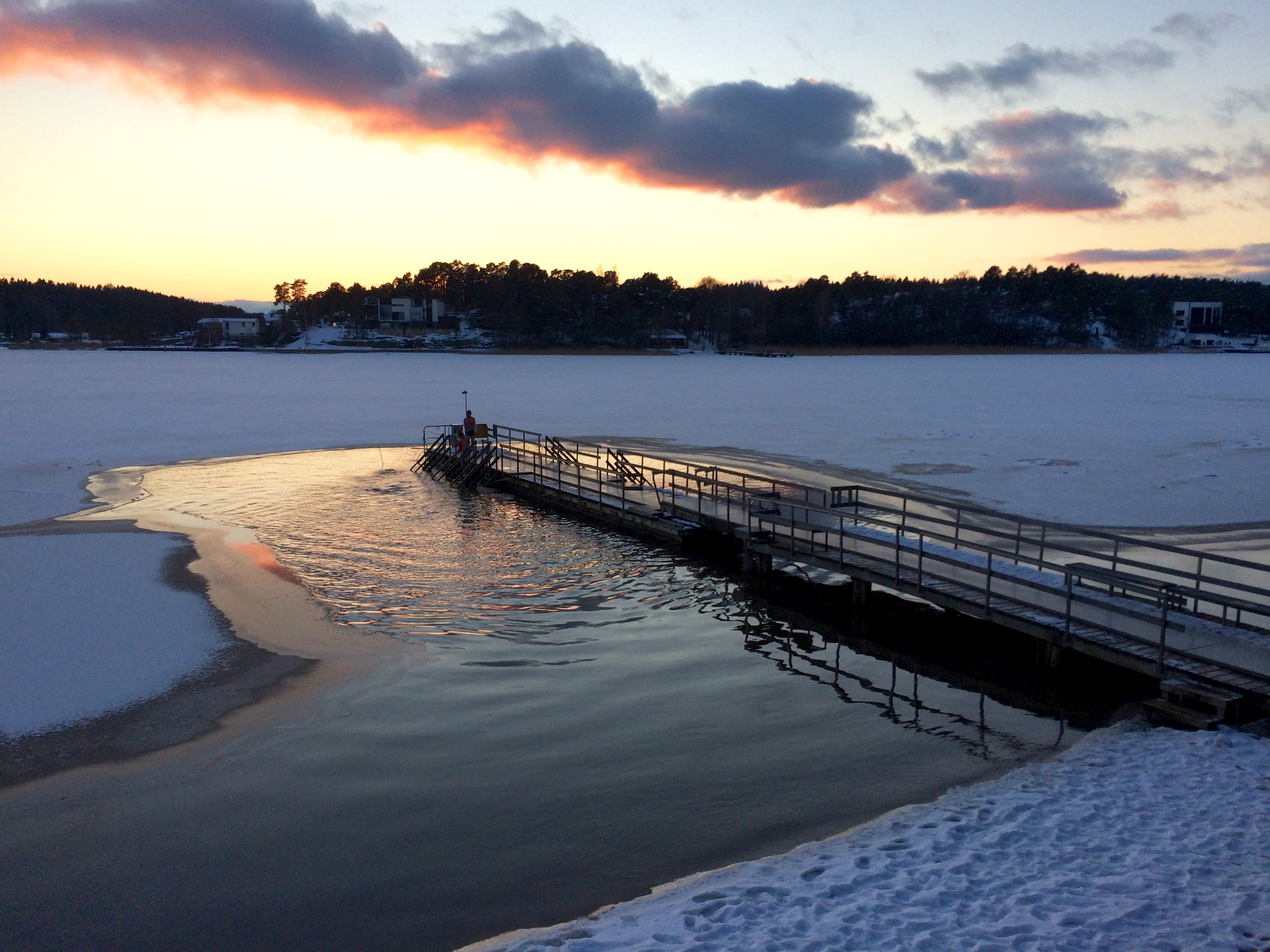
Bain hivernal.
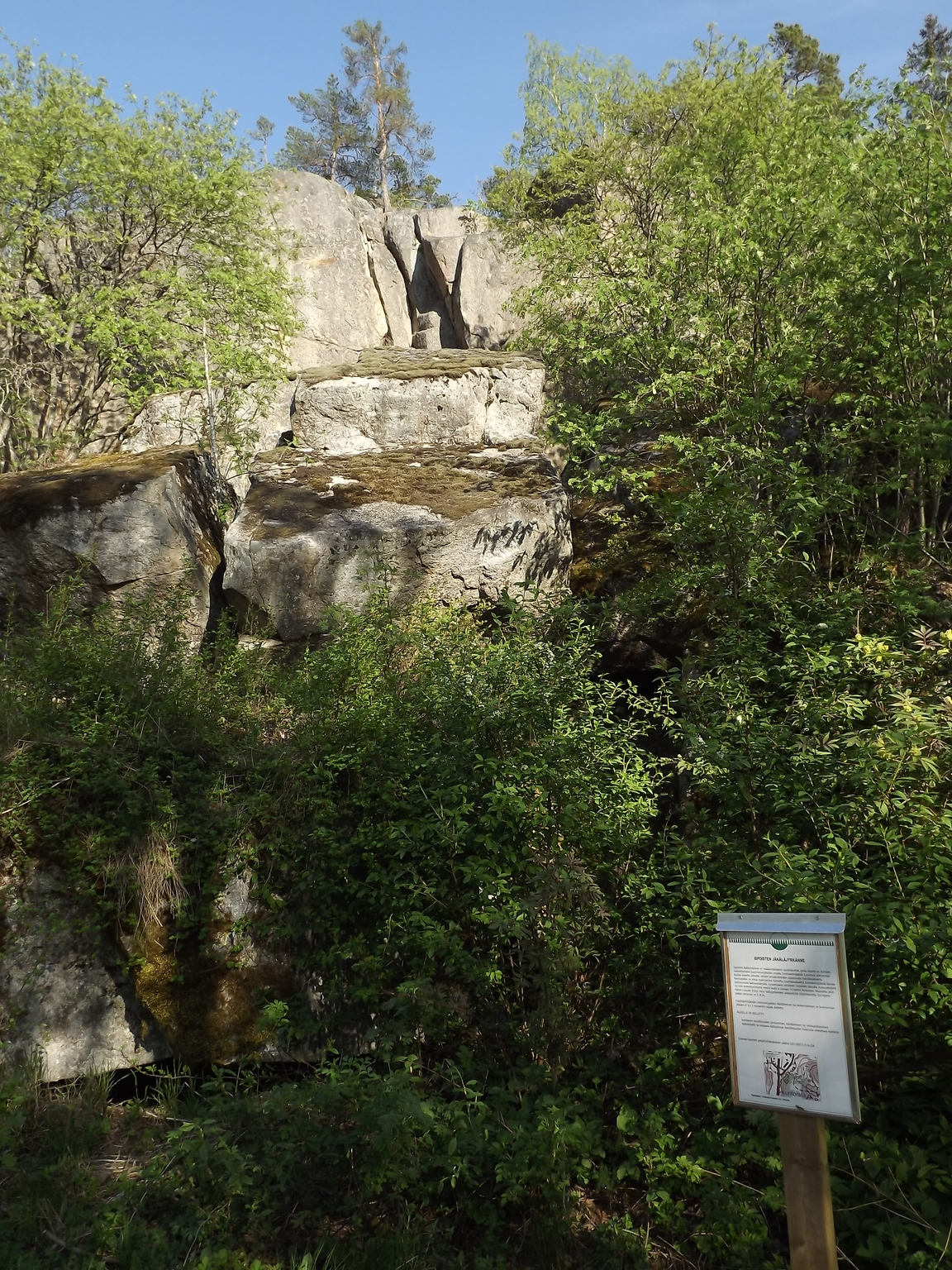
Falaise au Lecanoraceae.